# Laurenzana
Laurenzana é uma comuna italiana da região da Basilicata, província de Potenza, com cerca de 2.246 habitantes. Estende-se por uma área de 95 km², tendo uma densidade populacional de 24 hab/km². Faz fronteira com Anzi, Calvello, Castelmezzano, Corleto Perticara, Pietrapertosa, Viggiano.

## Demografia
| Variação demográfica do município entre 1861 e 2011                               |
|                                                                                   |
| Fonte: Istituto Nazionale di Statistica (ISTAT) - Elaboração gráfica da Wikipedia |